# 布达佩斯考文纽斯大学
布达佩斯考文纽斯大学（匈牙利語：Budapesti Corvinus Egyetem）是匈牙利布达佩斯的一所公立大学。

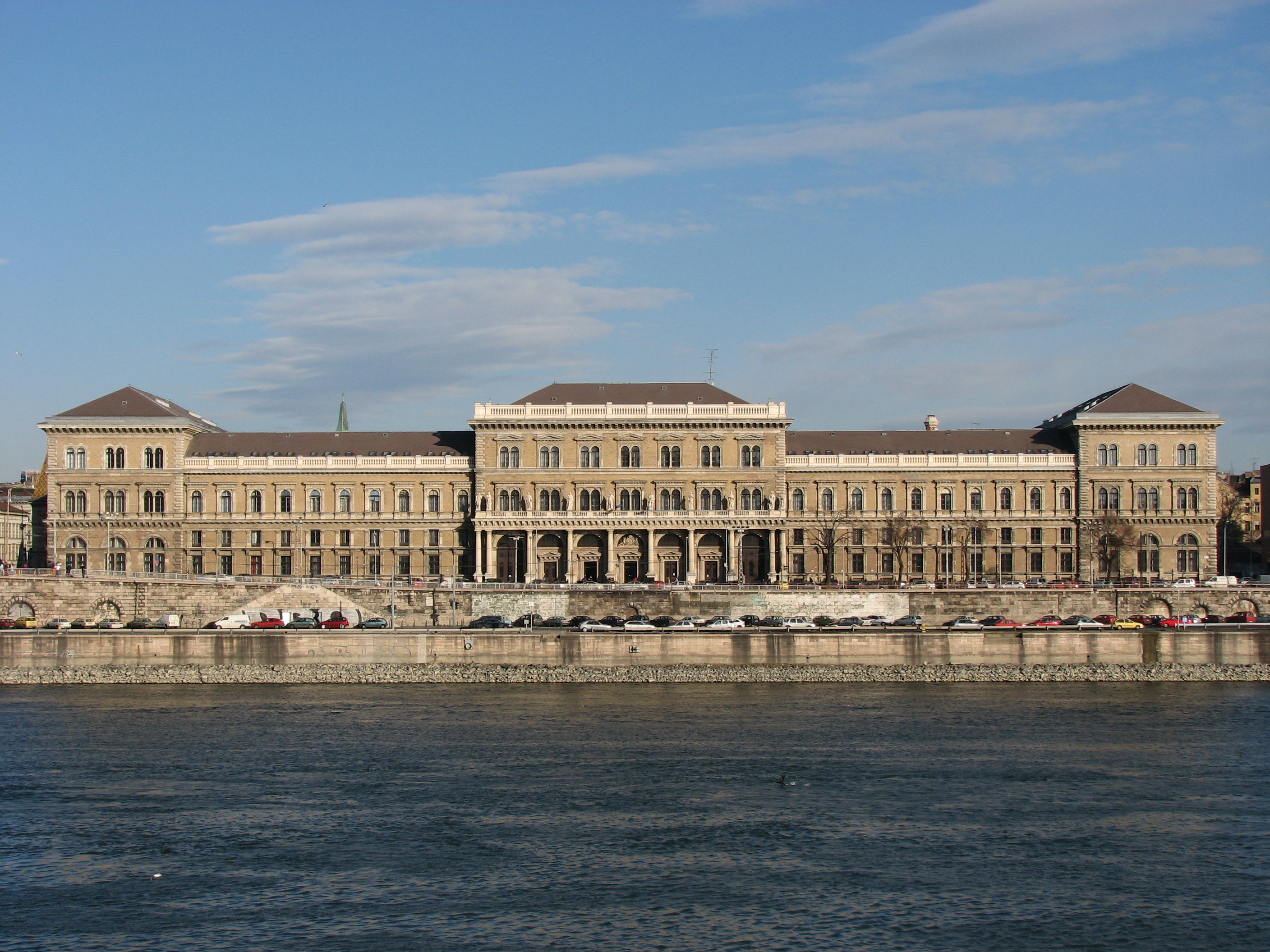
主楼

## 历史沿革
大学的前身是成立于1920年的皇家匈牙利大学的经济系。
1953-1991年间，大学被冠名为马克思经济大学。
1991年，大学因东欧剧变中匈牙利的社会变革而改名为布达佩斯经济大学。
1999年，该校经济学院与公共管理学院合并，改名为布达佩斯经济与公共管理大学。
2003年，该校与匈牙利园艺大学合并。2004年，学校改为现名布达佩斯考文纽斯大学，得名自匈牙利國王马加什一世。

## 课程设置
该校设有6个系，分别是工商管理系、经济系、社会科学系、园艺科学系、食品科学系和园林建筑系，集中在商科和园艺两个学科领域。2006年有17000名学生。
该校提供攻读学士、硕士和博士学位的课程，用匈牙利语，英语、法语或德语授课。该校的工商管理在金融时报的欧洲排名中名列前50名。匈牙利财政部长、国家银行总裁和总理均曾就读于该校。

## 地理位置
该校原为海关大楼，建于1874年，主楼位于布达佩斯市中心，为新文艺复兴风格，现在是联合国教科文组织世界遗产的一部分，位于多瑙河左岸的佩斯，对岸是布达佩斯科技经济大学。二战期间，匈牙利、德国和苏联军队都曾使用该楼作为军事基地，战争期间遭到严重破坏。1948年它成为经济大学主楼。商学院的大部分（工商管理，经济学，社会科学系）设于主楼。校长办公室也设于此处。
园艺系位于布达佩斯布达一侧的维拉尼路。校园的亮点是植物园。